# Butterfly (Hollies)
Butterfly is het zevende studioalbum van Hollies. Het album is opgenomen van 5 september tot en met 6 oktober 1967 in de Abbey Road Studios. De liedjes werden zowel in mono als in stereo opgenomen. In Engeland verscheen van dit album geen single. In Nederland verscheen Dear Eloise, dat het nog tot de hitparade wist te brengen. De verkoopgegevens van het album in Nederland zijn onbekend, een voorloper van de Album Top 100 was er (nog) niet. Het was voorlopig het laatste album waaraan Graham Nash meedeed, hij ging meezingen in Crosby, Stills and Nash; zijn vervanger was Terry Silvester.

## Musici
Het album is opgenomen in de vierde samenstelling van de band:
- Graham Nash – zang, gitaar
- Allan Clarke – zang, mondharmonica
- Tony Hicks – zang, elektrische gitaar
- Bernie Calvert – basgitaar, toetsinstrumenten
- Bobby Elliot – slagwerk
- John Scott – orkestarrangementen (kant 1 tracks 2-6, kant 2 track 2)

## Muziek
Alle van Clarke, Hicks en Nash

| Nr. | Titel                             | Duur |
| --- | --------------------------------- | ---- |
| 1.  | Dear Eloise (zang: Clarke)        | 3:04 |
| 2.  | Away away away (zang: Nash)       | 2:19 |
| 3.  | Maker (zang: Nash)                | 2:52 |
| 4.  | Pegasus (zang: Hicks)             | 2:38 |
| 5.  | Would you believe? (zang: Clarke) | 4:08 |
| 6.  | Wishyouawish (zang: Nash)         | 2:04 |

| Nr. | Titel                                         | Duur |
| --- | --------------------------------------------- | ---- |
| 1.  | Postcard (zang: Nash)                         | 2:17 |
| 2.  | Charlie and Fred (zang: Clarke)               | 2:56 |
| 3.  | Try It (zang: Clarke en Nash)                 | 3:04 |
| 4.  | Elevated observations? (zang: Clarke en Nash) | 2:32 |
| 5.  | Step inside (zang: Clarke)                    | 2:51 |
| 6.  | Butterfly (zang: Nash)                        | 2:42 |

De Amerikaanse versie van dit album kreeg ten eerste een andere titel namelijk Dear Eloise/King Midas in reverse, maar ook een andere tracklijst:
- Kant 1

1. Dear Eloise
2. Wishyouawish
3. Charlie and Fred
4. Butterfly
5. Leave me
6. Postcard

- Kant 2

1. King Midas in reverse
2. Would you believe?
3. Away away away
4. Maker
5. Step inside